# La Flèche Wallonne 2013
Das La Flèche Wallonne 2013 war die 77. Austragung dieses Radsportklassikers und fand am 17. April 2013 statt. Es war das zweite Rennen der „Ardennen-Woche“ und wurde an einem Mittwoch, zwischen dem Amstel Gold Race und Lüttich–Bastogne–Lüttich, ausgetragen. Das Eintagesrennen war Teil der UCI WorldTour 2013. Die Gesamtdistanz des Rennens betrug 205 Kilometer. 
Es siegte der Spanier Daniel Moreno aus der russischen Mannschaft Katusha vor dem Kolumbianer Sergio Henao aus der britischen Mannschaft Sky und dem Kolumbianer Carlos Betancur aus der französischen Mannschaft AG2R La Mondiale.

## Teilnehmende Mannschaften
Startberechtigt waren die 19 UCI ProTeams der Saison 2013. Zusätzlich vergab der Veranstalter Wildcards an sechs UCI Professional Continental Teams.
| ProTeams (19)- AG2R La Mondiale - Argos-Shimano - Astana - Blanco - BMC Racing Team - Cannondale Pro Cycling - Euskaltel-Euskadi - FDJ - Garmin Sharp - Katusha - Lampre-Merida - Lotto-Belisol - Movistar Team - Omega Pharma-Quick Step - Orica-GreenEDGE - RadioShack-Leopard - Saxo-Tinkoff - Sky - Vacansoleil-DCM Professional Continental Teams (6)- Accent Jobs-Wanty - Colombia - Crelan-Euphony - IAM Cycling - Sojasun - Topsport Vlaanderen-Baloise |
| |

## Ergebnis
| \| Gesamtwertung \| Gesamtwertung \| Gesamtwertung \| Gesamtwertung \| Gesamtwertung \| \| Fahrer \| Fahrer \| Land \| Team \| Zeit \| \| ------------- \| ------------------ \| ------------- \| ----------------------- \| --------------- \| \| 1. \| Daniel Moreno \| Spanien \| Katusha \| 4 h 52 min 33 s \| \| 2. \| Sergio Henao \| Kolumbien \| Team Sky \| + 3 s \| \| 3. \| Carlos Betancur \| Kolumbien \| AG2R La Mondiale \| + 3 s \| \| 4. \| Daniel Martin \| Irland \| Garmin-Sharp \| + 3 s \| \| 5. \| Michał Kwiatkowski \| Polen \| Omega Pharma-Quick Step \| + 3 s \| \| 6. \| Joaquim Rodríguez \| Spanien \| Katusha \| + 8 s \| \| 7. \| Alejandro Valverde \| Spanien \| Movistar Team \| + 8 s \| \| 8. \| Igor Antón \| Spanien \| Euskaltel Euskadi \| + 8 s \| \| 9. \| Bauke Mollema \| Niederlande \| Blanco \| + 8 s \| \| 10. \| Rinaldo Nocentini \| Italien \| AG2R La Mondiale \| + 8 s \| |                    |             |                         |                 |
| |                    |             |                         |                 |
| Quelle: ProCyclingStats |                    |             |                         |                 |
| Gesamtwertung |                    |             |                         |                 |
| Fahrer | Fahrer             | Land        | Team                    | Zeit            |
| 1. | Daniel Moreno      | Spanien     | Katusha                 | 4 h 52 min 33 s |
| 2. | Sergio Henao       | Kolumbien   | Team Sky                | + 3 s           |
| 3. | Carlos Betancur    | Kolumbien   | AG2R La Mondiale        | + 3 s           |
| 4. | Daniel Martin      | Irland      | Garmin-Sharp            | + 3 s           |
| 5. | Michał Kwiatkowski | Polen       | Omega Pharma-Quick Step | + 3 s           |
| 6. | Joaquim Rodríguez  | Spanien     | Katusha                 | + 8 s           |
| 7. | Alejandro Valverde | Spanien     | Movistar Team           | + 8 s           |
| 8. | Igor Antón         | Spanien     | Euskaltel Euskadi       | + 8 s           |
| 9. | Bauke Mollema      | Niederlande | Blanco                  | + 8 s           |
| 10. | Rinaldo Nocentini  | Italien     | AG2R La Mondiale        | + 8 s           |